# Institut indien de technologie de Varanasi
L'Institut indien de technologie de Varanasi (anglais : Indian Institute of Technology (BHU), Varanasi, hindi : भारतीय प्रौद्योगिकी संस्थान (काशी हिन्दू विश्वविद्यालय) वाराणसी) est un institut de technologie située à Varanasi (Uttar Pradesh). Il fait partie de l'université hindoue de Bénarès.

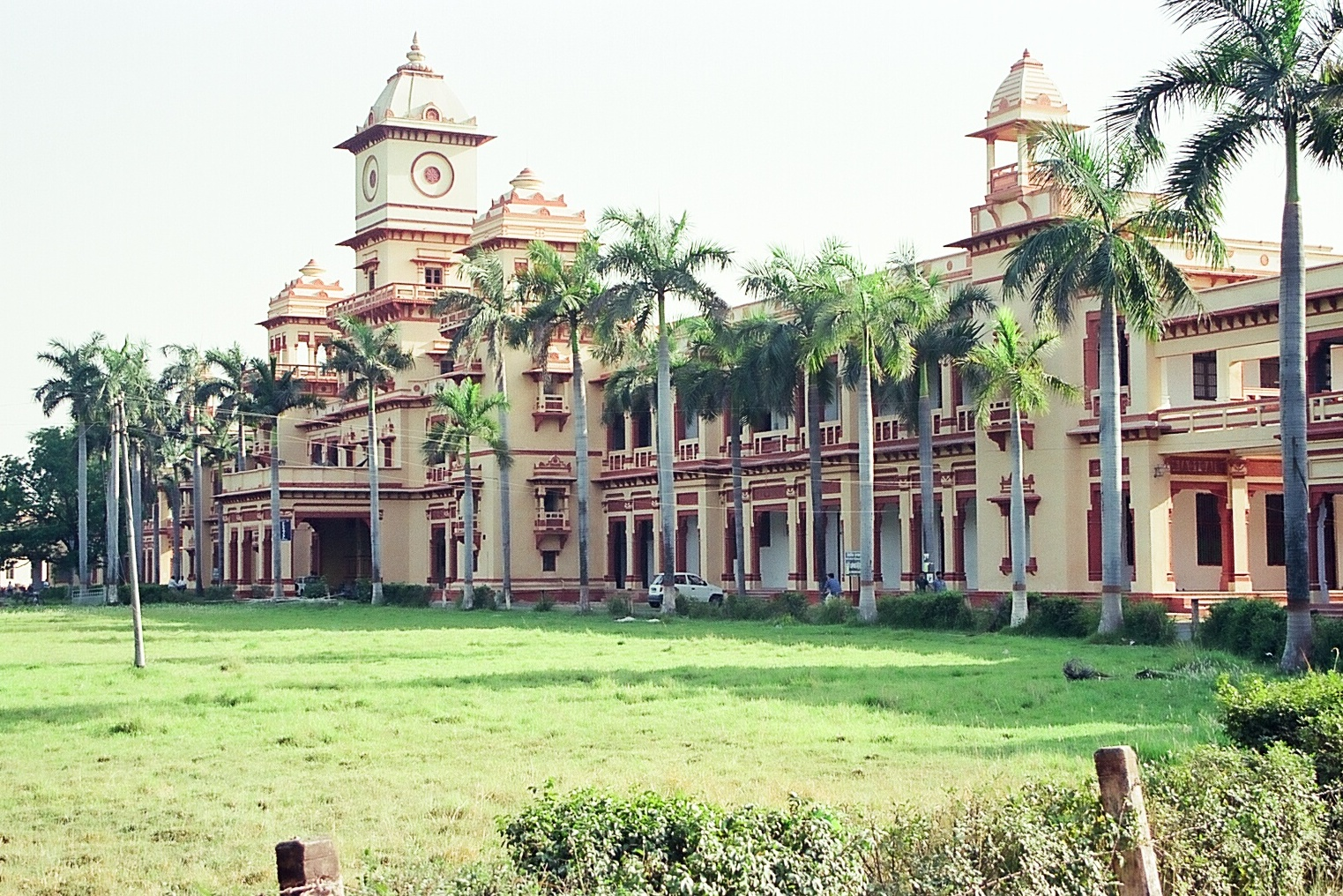
Le département de génie électrique.